# Accendi un'amica
(Uno dei più noti tormentoni lanciati dal conduttore Guido Angeli durante la trasmissione)
Accendi un'amica è stato un programma televisivo italiano, andato in onda sull'emittente televisiva nazionale Rete A dal 1983 fino al 1990. Si trattava di un contenitore di informazione commerciale, che al suo interno proponeva alcuni degli spazi commerciali tra i più noti degli anni ottanta condotti da Guido Angeli e Wanna Marchi.

## La trasmissione
Il programma, condotto da Guido Angeli, andava in onda dal lunedì al sabato a partire dalle 8 del mattino per una durata di sette ore complessive. Al suo interno si alternavano spazi promozionali, molti dei quali condotti dallo stesso Angeli come ad esempio le promozioni di Aiazzone o Semeraro. All'interno della trasmissione appariva spesso anche Wanna Marchi con il suo Wanna Marchi Show, mentre per il resto del tempo venivano proposte diverse rubriche, tra le quali l'oroscopo.
Dopo parecchie stagioni, lo show fu accantonato per lasciare spazio a delle più semplici telepromozioni (in virtù anche della legge che regolamentò la pubblicità televisiva). Guido Angeli continuò la sua esperienza televisiva conducendo Teleclub, mentre a raccogliere parzialmente il testimone dello show di Rete A fu Walter Carbone con il Semeraro Show.
La trasmissione, in onda proprio in un periodo di grande sviluppo della televisione privata e di scarsa regolamentazione della pubblicità sul piccolo schermo, era particolarmente seguita e contribuì a lanciare dell'immaginario collettivo alcune frasi ad effetto spesso pronunciate dal conduttore al fine di persuadere i telespettatori, come "Provare per credere", "Spedizione in tutta Italia, isole comprese" o "Dite che vi manda Guido Angeli".
Il titolo era invece riferito all'emittente televisiva, che si offriva agli spettatori come un'"amica" insieme alla quale poter trascorrere la giornata.

### Gli specialiRicordando un amico
Nel 1986, in occasione dell'improvvisa morte di Giorgio Aiazzone, uno dei principali inserzionisti della trasmissione, Rete A propose uno speciale serale in due puntate dello show intitolato Ricordando un amico e condotto nelle due serate da Wanna Marchi e Stefania Nobile (il 14 luglio 1986) e da Guido Angeli (il 15 luglio 1986).
I due conduttori reagirono in maniera differente allo speciale a loro imposto dall'editore di Rete A Alberto Peruzzo; la Marchi si scagliò contro la rete, rea di averle imposto uno speciale quando sarebbe stato più opportuno "velare a lutto la televisione per una giornata intera", mentre Angeli condusse per 80 minuti una vera e propria orazione funebre televisiva, durante la quale celebrò l'imprenditore per il quale aveva per anni lavorato sponsorizzandone i prodotti.
La trasmissione attirò l'attenzione dell'opinione pubblica e degli studiosi di mass media, poiché giudicata eccessiva e vagamente macabra.